# Sybilla (geslacht)
Sybilla is een kevergeslacht uit de familie van de boktorren (Cerambycidae). De wetenschappelijke naam van het geslacht werd voor het eerst geldig gepubliceerd in 1864 door Thomson.

## Soorten
Sybilla omvat de volgende soorten:
- Sybilla coemeterii (Thomson, 1856)
- Sybilla flavosignata Fairmaire & Germain, 1859
- Sybilla integra Fairmaire & Germain, 1859
- Sybilla krahmeri Cerda, 1973
- Sybilla livida Germain, 1900